# No es pecado (álbum)
No es pecado es el tercer álbum de estudio del grupo español Alaska y Dinarama, publicado el 2 de noviembre de 1986 por Hispavox y EMI. El álbum fue grabado en un periodo en el que la voz de Carlos se reduce a un papel secundario, dejando a Alaska como protagonista; influenciados por la música afroamericana, al estilo de Kool & the Gang y los Bee Gees.

## Antecedentes
En 1986, llegó el momento de lanzar un nuevo disco y el listón había quedado muy alto, tanto en términos creativos como comerciales. La faceta en directo del grupo tuvo que adaptarse al éxito alcanzado y a las grandes giras. En este contexto, varios miembros, como Marcos Mantero y "Toti" Arbolés, abandonaron la formación debido a desavenencias con el resto del grupo. De este modo, Dinarama se consolidó definitivamente como un trío compuesto por Nacho Canut, Carlos Berlanga y, por supuesto, Alaska.
Juan Carlos Aured, proveniente de La Frontera y de Los Vegetales, el grupo de los hermanos Canut, se incorporó como acompañante en la batería, aunque en el estudio fue reemplazado por percusiones electrónicas. Para los directos, Luis Miguélez regresó a la guitarra, a pesar de no haber participado en la grabación. En los nuevos conciertos se suprimieron las demás percusiones y las secciones de vientos.

## Grabación y lanzamiento
Para la grabación de este álbum, se volvió a contar con Nick Patrick en la producción. El resultado fue un trabajo más electrónico, influenciado por la música disco y el soul, si bien continuaron presentes algunos arreglos de cuerdas y vientos, aunque en menor cantidad que en Deseo carnal (1984). Este disco destacó por contar con una amplia cantidad de colaboradores en guitarras, coros, vientos, cuerdas y percusiones. No obstante, la grabación estuvo marcada por diversos conflictos: algunas letras, que Alaska no deseaba interpretar, tuvieron que ser modificadas; además, surgieron desacuerdos entre los tres miembros del grupo respecto a la selección de las canciones, lo que llevó a que las decisiones finales fueran tomadas por Ignacio Cubillas "Pito", mánager del grupo, y por el propio Nick Patrick. Por primera vez, Alaska asumió la totalidad de la interpretación vocal, prescindiendo de la voz de Carlos Berlanga, a fin de evitar problemas en los directos debido a la reticencia del compositor a participar en las giras. En el último momento, casi todos los arreglos de las canciones fueron modificados de manera radical. 
El 2 de noviembre de 1986, el disco fue lanzado con una portada aún más controvertida que la del anterior, la cual llegó a ser censurada en México, aunque sorprendentemente fue reemplazada por otra de carácter mucho más obscena para la época.

## Promoción

### Sencillos
El primer sencillo promocional fue «A quién le importa», que, debido a su letra, se convirtió en la canción más emblemática y versionada de Alaska y Dinarama. Además, alcanzó el estatus de himno LGBT en todo el mundo de habla hispana. El éxito de este primer sencillo fue comparable al de cualquier tema del álbum anterior, ya que alcanzó el número uno en ventas durante varias semanas. El álbum, por su parte, fue igualmente bien recibido en su lanzamiento, logrando también el primer puesto en ventas. Sin embargo, el número total de copias vendidas no alcanzó la cifra del disco anterior, rondando esta vez el medio millón de unidades.
En América, especialmente en México, el álbum alcanzó un éxito similar al de Deseo carnal (1984). Esto motivó, ya en 1987, una gira de conciertos por toda América. Posteriormente al lanzamiento del primer sencillo, se dieron a conocer otros temas, como «La funcionaria asesina», «Un millón de hormigas» y «Sólo creo lo que veo». Aunque también gozaron de éxito y una amplia difusión en la radio, no alcanzaron el mismo nivel de impacto que el primero. 

## Lista de canciones
- Edición en LP y casete (1986).[2][3]

Lado A:
| N.º | Título                    | Escritor(es)          | Duración |  |
| 1.  | «¡Alto!, prohibido pasar» | C. Berlanga, I. Canut | 4:00     |  |
| 2.  | «Sólo creo lo que veo»    | C. Berlanga, I. Canut | 3:49     |  |
| 3.  | «El fin del mundo»        | C. Berlanga, I. Canut | 3:53     |  |
| 4.  | «La voz humana»           | C. Berlanga, I. Canut | 4:30     |  |
| 5.  | «Entre las llamas»        | C. Berlanga, I. Canut | 3:44     |  |

Lado B:
| N.º | Título                   | Escritor(es)          | Duración |  |
| 1.  | «A quién le importa»     | C. Berlanga, I. Canut | 3:24     |  |
| 2.  | «La funcionaria asesina» | C. Berlanga, I. Canut | 3:30     |  |
| 3.  | «Un millón de hormigas»  | C. Berlanga, I. Canut | 3:20     |  |
| 4.  | «Nacida para perder»     | C. Berlanga, I. Canut | 3:29     |  |
| 5.  | «No es pecado»           | C. Berlanga, I. Canut | 4:10     |  |

Nota: este mismo álbum en formato LP-casete, con la misma lista de canciones publicado en México, tiene una portada completamente diferente: Aparece Alaska, ella sola, en el centro de la portada, vestida con un traje de baño negro y de fondo, unas cortinas "piel de leopardo". Debido a la tipografía usada en el Diseño Gráfico (letra cursiva) tanto el nombre del grupo como el título del álbum no destacan a simple vista sobre el fondo de las cortinas.
- Edición CD-álbum.[5]

| No es pecado (1991) |                           |          |  |
| N.º                 | Título                    | Duración |  |
| 1.                  | «¡Alto!, prohibido pasar» | 4:00     |  |
| 2.                  | «Solo creo lo que veo»    | 3:49     |  |
| 3.                  | «El fin del mundo»        | 3:53     |  |
| 4.                  | «La voz humana»           | 4:30     |  |
| 5.                  | «Entre las llamas»        | 3:44     |  |
| 6.                  | «A quién le importa»      | 4:24     |  |
| 7.                  | «La funcionaria asesina»  | 3:30     |  |
| 8.                  | «Un millón de hormigas»   | 3:20     |  |
| 9.                  | «Nacida para perder»      | 3:29     |  |
| 10.                 | «No es pecado»            | 4:10     |  |

- 2 CD, 19 canciones / Edición especial para coleccionistas (2006)[6]

| No es pecado (Digipack: CD-1) |                           |          |  |
| N.º                           | Título                    | Duración |  |
| 1.                            | «¡Alto!, prohibido pasar» | 4:00     |  |
| 2.                            | «Solo creo lo que veo»    | 3:49     |  |
| 3.                            | «El fin del mundo»        | 3:53     |  |
| 4.                            | «La voz humana»           | 4:30     |  |
| 5.                            | «Entre las llamas»        | 3:44     |  |
| 6.                            | «A quién le importa»      | 3:24     |  |
| 7.                            | «La funcionaria asesina»  | 3:30     |  |
| 8.                            | «Un millón de hormigas»   | 3:20     |  |
| 9.                            | «Nacida para perder»      | 3:29     |  |
| 10.                           | «No es pecado»            | 4:10     |  |

| No es pecado (Digipack: CD-2) | |          |  |
| N.º                           | Título | Duración |  |
| 11.                           | «Nacida para perder (Versión maxi)» (Incluida en el Lado A del Maxi 12" Un millón de hormigas)                                   | 4:43     |  |
| 12.                           | «¡Alto!, prohibido pasar (Versión maxi)» (Incluida en el Lado B del Maxi 12" Sólo creo lo que veo)                               | 6:28     |  |
| 13.                           | «La voz humana (Versión maxi)» (Incluida en el Lado B del Maxi 12" La voz humana)                                                | 7:53     |  |
| 14.                           | «Solo creo lo que veo (Versión maxi)» (Incluida en el Lado A del Maxi 12" Sólo creo lo que veo)                                  | 5:30     |  |
| 15.                           | «A quién le importa (Club mix)» (Incluida en el Lado A del Maxi 12", ref. 549 40 2052 6 A quién le importa)                      | 7:29     |  |
| 16.                           | «Tokio (con Los Nikis)» (Incluida en el Lado B del Single 7" La funcionaria asesina)                                             | 2:59     |  |
| 17.                           | «Bote de Colón (Club mix / Techno Chochi '86)» (Incluida en el Lado B del Maxisencillo 12" ref.549 40 2052 6 A quién le importa) | 5:06     |  |
| 18.                           | «Huracán mexicano (Mix '96)» (Nunca antes publicado en CD)                                                                       | 5:35     |  |
| 19.                           | «Huracán mexicano (con Latinos Unidos / Versión maxi)» (Incluida en el Lado B del Single 7" Un hombre de verdad)                 | 6:30     |  |